# Seznam barokních skladatelů
Toto je nekompletní seznam hudebních skladatelů období baroka. Zahrnuje barokní hudebníky zejména evropské, ale také některé mimoevropské. Seznam je řazen dle geografických oblastí chronologicky dle roku narození osob a je rozdělen do tří fází barokní hudby: rané, vrcholné a pozdní s přesahem do předklasického a raně klasického období.
Další abecedně řazený seznam se nachází v rámci Kategorie:Barokní skladatelé.

## Rané baroko

### České země, Slezsko, Polsko
- Philippe de Monte (1521–1603)
- Jiří Rychnovský (1540–1616)
- Karel Luyton / Carolus, Carl nebo Charles Luython (1556/1557-1620)
- Mikołaj Zieleński / Nicolaus Zielenski (asi 1560 – asi 1620)
- Jiří Hlohovský (asi 1570 – asi 1622)
- Johann Sixt von Lerchenfels (asi 1570–1629)
- Wincenty Lilius / Vincenzo Gigli (asi 1570–1636)
- Asprilio Pacelli (asi 1570–1623)
- Jan Campanus Vodňanský / Kumpan (1572–1622)
- Andreas Hakenberger (asi 1574–1627)
- Piotr Elert (asi 1575 – asi 1653)
- Hannibal Orgas (asi 1575–1629)
- Andrzej Niżankowski (asi 1580–1655)
- Paul Schaeffer (asi 1580 – asi 1645)
- Johann Stobaeus (1580–1646)
- Jakub Kryštof Rybnický (1583–1639)
- Melchior Teschner (1584–1635)
- Paul Siefert (1586–1666)
- Ambrosius Profe / Profius (1589–1661)
- Francesco Turini (asi 1589–1656)
- Andreas Chyliński (asi 1590 – asi 1635)
- Adam Jarzębski (asi 1590–1648)
- Marcin Mielczewski (1590–1651)
- Andrzej Rohaczewski (asi 1590 – asi 1630)
- Jiří Třanovský / Georgius Tranoscius / Juraj Tranovský / Jerzy Trzanowski (1592–1637)
- Matthäus Apelles von Löwenstern / Apelt (1594–1648)
- Jiří Rudolf, vévoda lehnický (1595–1653)
- Paul Hallmann von Strachwitz (1600–1650)
- Adam Václav Michna z Otradovic (1600–1676)
- Franciszek Lilius (asi 1600–1657)
- Ján Simbracký (asi 1600–1657)
- Zachariáš Zarevutius (asi 1600–1665)
- Marco Scacchi (asi 1602 – asi 1685)
- Bartłomiej Pękiel (po roce 1600 – asi 1670)
- Mikuláš Faber (? – 1673)
- Alberik Mazák / Alberich (Albericus) Mazak nebo Mazacz (1609–1661)
- Ali Ufki / Wojciech Bobowski (asi 1610 – 1675)
- Andreas Hammerschmidt (1611–1675)
- Tobias Zeutschner (1615–1675)
- Kaspar Förster (1616–1673)
- Matthäus Hertel (1620–1672)
- Georg Joseph (1620–1668)
- Johann Weichmann (1620–1652)
- Thomas Strutius (1621–1687)

### Německé země, Rakousko, Švýcarsko
- Paul Sartorius (1569–1609)
- Georg Engelmann (asi 1570–1632)

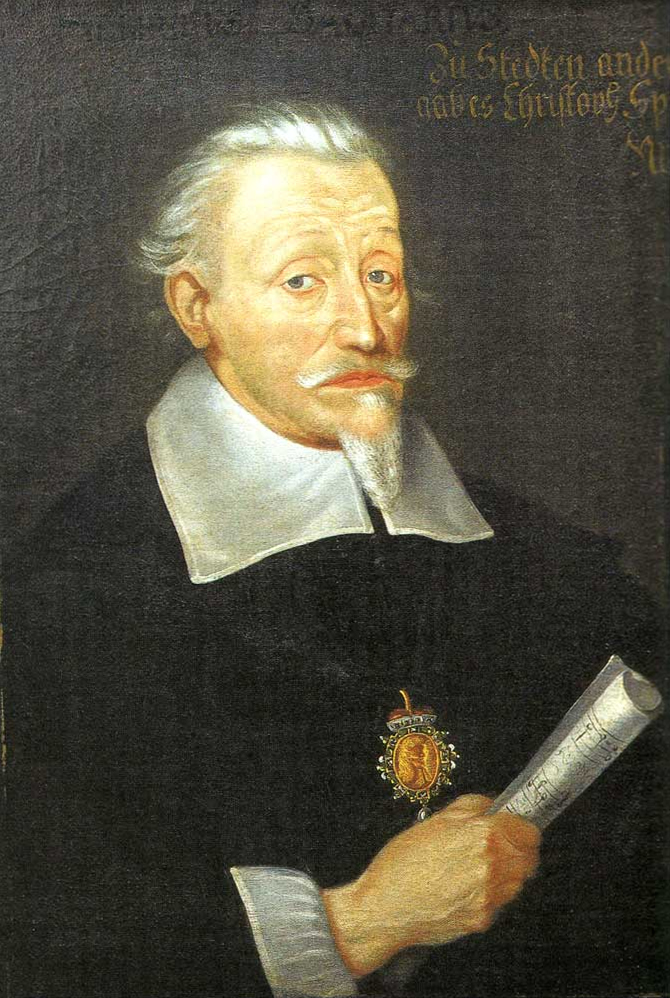
Heinrich Schütz, portrét od Christopha Spetnera

- Thomas Elsbeth (asi 1570 – asi 1624)
- Christian Erbach (asi 1570–1635)
- Zacharias Füllsack (asi 1570–1616)
- Wolfgang Getzmann (asi 1570 – asi 1613)
- Heinrich Hartmann (asi 1570 – asi 1617)
- Johannes Krocker (asi 1570–1626)
- Johann Stadlmayr (1570–1648)
- Wolfgang Striccius (asi 1570 – asi 1611)
- Melchior Vulpius / Fuchs (asi 1570–1615)
- Nicolaus Zangius / Zanger (asi 1570 – asi 1620)
- Martin Zeuner / Zeyner (asi 1570–1619)
- Michael Praetorius (asi 1571–1621)
- Valentin Geuck (asi 1572–1596)
- Mořic Hesensko-Kasselský (1572–1632)
- Erasmus Widmann (1572–1634)
- Samuel Besler (1574–1625)
- Steffano Bernardi (asi 1575 – asi 1637)
- Johann Groh (asi 1575–1627)
- Johann Hieronymus Kapsberger / G. G. Tedesco della Tiorba (asi 1575–1661)
- Paul Peuerl / Bäuerl (asi 1575–1625)
- Paul Rivander (asi 1575 – asi 1621)
- Christoph Strauß (asi 1575–1631)
- Erhard Bodenschatz (1576–1636)
- Michael Herrer (asi 1576 – po roce 1609)
- Erasmus Sartorius (1577–1637)
- Valentin Dretzel / Trexel (1578–1658)
- Valerius Otto (1579 – asi 1611)
- Martin Roth (asi 1580–1610)
- Hieronymus Bildstein (asi 1580 – asi 1626)
- Bernardino Borlasca (asi 1580 – asi 1624)
- Stephan Faber (asi 1580–1632)
- Melchior Franck (asi 1580–1639)
- Michael Kraf (1595–1662)
- David Oberndörffer (asi 1580 – asi 1630)
- Walter Rowe (asi 1580 – asi 1641)
- Johann Stobaeus (1580–1646)
- Caspar Vincentius (asi 1580–1624)
- Henricus Baryphonus / Heinrich Pipegrop (1581–1655)
- Daniel Selichius / Seelich (1581–1626)
- Johann Staden (1581–1634)
- Johann Jeep (1582–1644)
- Johannes Schultz (1582–1653)
- Giovanni Valentini (1582–1649)
- Michael Altenburg (1584–1640)
- Daniel Friderici (1584–1638)
- Ambrosius Beber (asi 1585 – asi 1620)
- Johann Degen (asi 1585–1637)
- Johannes Donfrid (1585–1650)
- Andreas Berger (hudební skladatel) (1584–1656)
- Peter Hasse der Ältere (asi 1575–1640)
- Bartholomäus Helder (asi 1585–1635)
- Johann Möller (asi 1585 – asi 1650)
- Gabriel Plautz / Plavec (asi 1585–1641)
- Heinrich Schütz / Henricus Sagittarius (1585–1672)
- Samuel Rühling (asi 1586–1626)
- Johann Hermann Schein (1586–1630)
- Paul Siefert (1586–1666)
- Petrus Fabricius / Peter Schmidt (1587–1651)
- Samuel Scheidt (1587–1654)
- Johann Andreas Herbst / Autumnus (1588–1666)
- Volckmar Leisring (asi 1588–1637)
- Heinrich Pfender (asi 1588–1631)
- Johann Benn (asi 1590 – asi 1660)
- Daniel Bollius (asi 1590 – asi 1642)
- Johann Jakob Borro / G.G. Porro (asi 1590–1656)
- Johannes Brassicanus (asi 1590 – asi 1650)
- Giovanni Battista Buonamente (asi 1590–1643)
- Cornelius Burgh (asi 1590 – asi 1639)
- Andreas Düben (asi 1590–1662)
- Athanasius Georgijević (asi 1590 – asi 1640)
- Gilles Hayne (1590–1650)
- Johann Schop (asi 1590–1667)
- Pietro Verdina (asi 1590–1643)
- Nicolaus Bleyer (1591–1658)
- Friedrich Spee (1591–1635)
- Michael Lohr (1591–1654)
- Tobias Michael (1592–1657)
- Andreas Rauch (1592–1656)
- Melchior Schildt (1592–1667)
- Francesco Maria Bazzini (1593–1660)
- Johann Dilliger (1593–1647)
- Heinrich Grimm (1593–1637)
- Johann Ulrich Steigleder (1593–1635)
- Benedikt Johannes Lechler (1594–1659)
- Biagio Marini (1594–1663)
- Johann Klemm (asi 1595 – asi 1659)
- Johann Nauwach (asi 1595 – asi 1630)
- Heinrich Scheidemann (asi 1595–1663)
- Vinko Jelic (1596–1636)
- Gabriel Voigtländer (asi 1596–1643)
- Johann Crüger (1598–1662)
- Laurentius Erhard (1598–1669)
- Thomas Selle (1599–1663)
- Bartholomäus Aich († po roce 1648)
- Carlo Farina (1600–1640)
- Giovanni Felice Sances / Sanci (asi 1600–1679)
- Christian Sartorius (asi 1600–1676)
- Dietrich Steffkins (po roce 1600–1673)
- Theodor Schuchardt (1601–1677)
- Caspar Kittel (1603–1639)
- Stephan Otto (1603–1656)
- Heinrich Albert (1604–1651)
- Ambrosius Reiner (1604–1672)
- Antonio Bertali (1605–1669)
- Nikolaus Hasse (asi 1605–1672)
- Johannes Khuen (1605–1675)
- Massimiliano Neri (asi 1605 – asi 1666)
- Andreas Unger (asi 1605–1657)
- Johann Vierdanck (asi 1605–1646)
- Julius Johann Weiland (asi 1605–1663)
- Christoph Schultze (1606–1683)
- Philipp Friedrich Böddecker (1607–1683)
- Abraham Megerle (1607–1680)
- David Schedlich (1607–1687)
- Sigmund Theophil Staden (1607–1655)
- císař Ferdinand III. (1608–1657)
- Jakob Banwart / Jakob Avia (1609 – asi 1657)
- Heinrich Pape (1609–1663)
- Wolfgang Christoph Agricola (asi 1610 – asi 1650)
- Johann Bahr / Bähr (asi 1610 – asi 1670)
- Johann Neubauer (asi 1610 – asi 1650)
- Georg Weber (asi 1610 – asi 1653)
- Valentin Strobel (1611 – asi 1669)
- Johann Jakob Froberger (1616–1667)
- Matthias Weckmann (1616–1674)
- Markus Ebner (1612–1681)
- Wolfgang Ebner (1612–1665)
- Otto Gibel (1612–1682)
- Jacob Gippenbusch (1612–1664)
- Johann Jakob Wolleb (1613–1667)
- Philipp Friedrich Buchner (1614–1669)
- Franz Tunder (1614–1667)
- Heinrich Bach (1615–1692)
- Johann Nenning (1615–1685)
- Johann Martin Rubert (1615–1677)
- Kaspar Förster (1616–1673)
- Crato Bütner (1616–1679)
- Johann Jakob Froberger (1616–1667)
- Johann Erasmus Kindermann (1616–1655)
- Malachias Siebenhaar (1616–1685)
- Matthias Weckmann (asi 1616–1674)
- Conrad Matthaei (1619 – asi 1667)
- Johann Rosenmüller (1619–1684)
- Johann Hektor Beck (1620–1670)
- Joannes Baptista Dolar (1620–1673)
- Adam Drese (1620–1701)
- Johann Kilian Heller (1620–1671)
- Matthäus Hertel (1620–1672)
- Martin Köler (1620–1703)
- Peter Meier (1620–1677)
- Georg Arnold (1621–1676)
- Thomas Strutius (1621–1687)

### Itálie

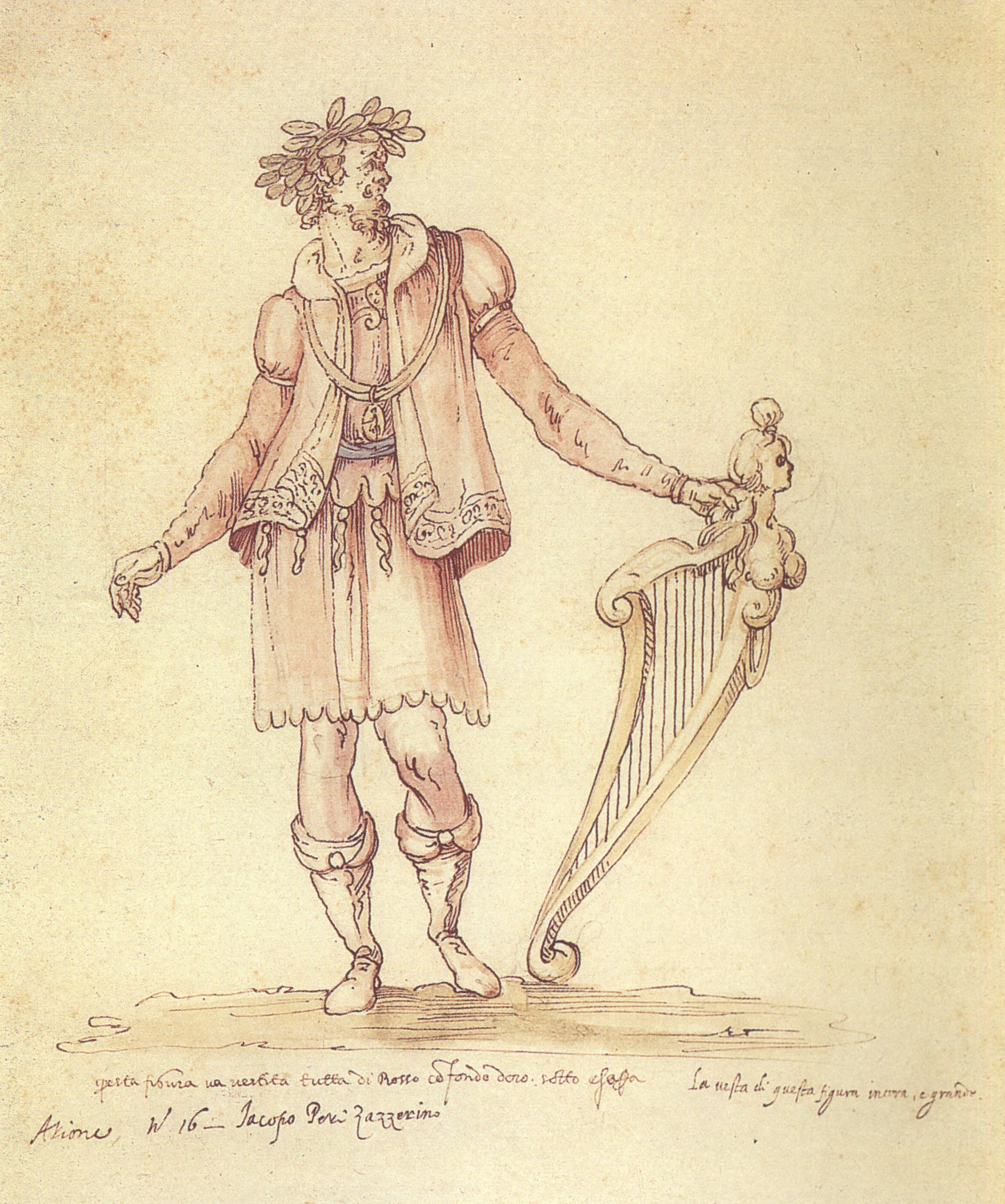
Jacopo Peri

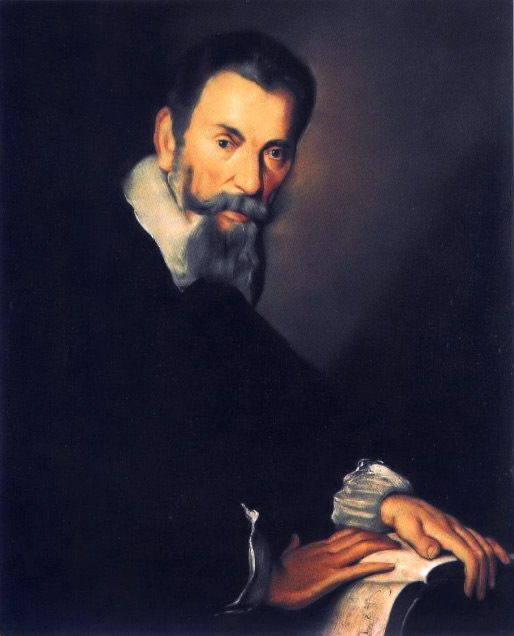
Claudio Monteverdi (portrét od Bernarda Strozziho)

- Giovanni Maria Nanino (asi 1545–1607)
- Giulio Caccini (1551–1618)
- Giovanni Gabrieli (1557–1612)
- Giovanni Bassano (asi 1558–1617)
- Giovanni Bernardino Nanino (asi 1560–1618)
- Lodovico Viadana (asi 1560–1627)
- Jacopo Corsi (1561–1602)
- Jacopo Peri / il Zazzerino (1561–1633)
- Francesco Usper / Spongia (1561–1641)
- Carlo Gesualdo da Venosa (1566–1613)
- Alessandro Piccinini (1566 – asi 1638)
- Claudio Monteverdi (1567–1643)
- Adriano Banchieri (1568–1634)
- Giulio Cesare Monteverdi (1573–1630/31)
- Alessandro Aglione († 1621)
- Vittoria Aleotti / Raffaela Aleotta (1570 – asi 1593)
- Caterina Alessandra (asi 1570 – asi 1609)
- Michaele Angelo Amadei (asi 1570 – asi 1615)
- Antonio Naldi Bardella (asi 1570 – asi 1620)
- Girolamo Bartei (asi 1570 – asi 1618)
- Aurelio Bonelli (asi 1570 – asi 1630)
- Diomedes Cato (asi 1570 – asi 1615)
- Giovanni Paolo Cima (1570–1622)
- Ignazio Donati (asi 1570–1638)
- Gabriele Fattorini (asi 1570 – asi 1615)
- Amedo Fredi (asi 1570 – asi 1634)
- Ortensio Gentine (1570 – asi 1616)
- Francesco Genvino (1570 – asi 1614)
- Oratio Giaccio (asi 1570 – asi 1620)
- Giovanni Battista Gnocchi (asi 1570 – asi 1611)
- Giovanni Battista Grillo (asi 1570–1622)
- Pedro de Heredia / Eredia (asi 1570–1648)
- Girolamo Lambardi (asi 1570 – asi 1623)
- Giovanni Battista Leonetti (asi 1570 – asi 1617)
- Vincenzo Liberti (asi 1570 – asi 1609)
- Giovanni Vincenzo Macedonio di Muti (1570 – asi 1606)
- Giovan Domenico Montella (1570–1607)
- Stefano Nascimbeni (asi 1570 – asi 1616)
- Asprilio Pacelli (asi 1570–1623)
- Nicola Parma (asi 1570 – asi 1611)
- Giulio Santo Pietro del Negro (asi 1570 – asi 1620)
- Giovanni Domenico Puliaschi (asi 1570 – asi 1620)
- Gabriello Puliti (asi 1570 – asi 1635)
- Francesco Rognoni / Taeggio († před rokem 1626)
- Giovanni Domenico Rognoni / Taeggio († před rokem 1626)
- Riccardo Rognoni († 1620)
- Salamone Rossi (asi 1570 – asi 1630)
- Orlando Santi (asi 1570–1619)
- Donat Antonio Spano (asi 1570 – asi 1608)
- Vincenzo Ugolini (asi 1570–1638)
- Pier Francesco Valentini (asi 1570–1654)
- Francesco Bianciardi (1572–1607)
- Geminiano Capilupi (1573–1616)
- Lorenzo Allegri (asi 1573–1648)
- Giovanni Battista Stefanini (1574–1630)
- Francesco Bellazzi (asi 1575 – asi 1628)
- Steffano Bernardi (asi 1575 – asi 1637)
- Antonio Brunelli (asi 1575 – asi 1627)
- Fabio Costantini (asi 1575 – asi 1644)
- Francesco Eredi (asi 1575 – asi 1629)
- Giacomo Finetti (asi 1575 – asi 1629)
- Amante Franzoni (asi 1575–1629)
- Romano Micheli (asi 1575 – asi 1659)
- Hannibal Orgas (asi 1575–1629)
- Giovanni Priuli (asi 1575–1629)
- Francesco Rasi (asi 1575 – asi 1620)
- Johann Hieronymus Kapsberger (asi 1575–1661)
- Giovanni Maria Trabaci (asi 1575–1647)
- Tomaso Pecci (1576–1606)
- Alessandro Grandi (1577–1630)
- Agostino Agazzari (1578–1640)
- Marcello Albano (asi 1580 – asi 1616)
- Filippo Albini (asi 1580 – asi 1626)
- Giovanni Bacilieri (asi 1580 – asi 1619)
- Giovanni Battista Biondi (asi 1580 – asi 1630)
- Bernardino Borlasca (asi 1580 – asi 1624)
- Ottavio Borono (asi 1580–1617)
- Domenico Brunetti (asi 1580–1646)
- Giovanni Brunetti (asi 1580–1631)
- Tomaso Cecchino (asi 1580–1644)
- Giovanni Ceresini (asi 1580 – asi 1638)
- Francesco Antonio Costa (asi 1580 – asi 1626)
- Alessandro Costantini (asi 1580 – 1657)
- Ottavio Durante (asi 1580 – asi 1608)
- Giovanni Battista Fergusio (asi 1580 – asi 1612)
- Giovanni Battista Fontana (asi 1580–1630)
- Leandro Gallerano (asi 1580–1632)
- Ottavio Maria Grandi (asi 1580 – asi 1628)
- Vincenzo dè Grandis (asi 1580–1646)
- Annibale Gregori (asi 1580–1633)
- Alessandro Gualteri (asi 1580 – asi 1620)
- Sigismondo d’India (asi 1580–1629)
- Valvasensi Lazaro (asi 1580 – asi 1634)
- Guglielmo Lipparini (asi 1580 – asi 1649)
- Cesare Marotta (asi 1580–1630)
- Pietro Maria Marsolo (asi 1580 – asi 1616)
- Giovanni Nicolò Mezzogori (asi 1580 – asi 1623)
- Francesco Pasquali (asi 1580 – asi 1633)
- Giovanni Picchi (asi 1580 – asi 1625)
- José (Gioseppe) de Puente (1580 – asi 1630)
- Raffaello Rontani (asi 1580–1622)
- Crescentino Salzilli (asi 1580 – asi 1616)
- Antonio Savetta (asi 1580 – asi 1641)
- Francesco Severi (asi 1580–1630)
- Bernardo Strozzi (asi 1580 – asi 1630)
- Giovanni del Turco (asi 1580 – asi 1620)
- Vincenzo Ugolini (asi 1580–1638)
- Ottavio Vernizzi (asi 1580 – asi 1648)
- Bellerofonte Castaldi (* 1581)
- Bernardo Gianoncelli († před rokem 1650)
- Gregorio Allegri (1582–1652)
- Severo Bonini (1582–1663)
- Marco da Gagliano (1582–1643)
- Giovanni Valentini (1582–1649)
- Paolo Agostini (asi 1583–1629)
- Girolamo Frescobaldi (1583–1643)
- Antonio Cifra (1584–1629)
- Nicolò Rubini (1584–1625)
- Domenico Allegri (asi 1585–1629)
- Or'in Dio Bartolini (asi 1585–1640)
- Pie(t)ro Benedetti (asi 1585–1649)
- Giovanni Marco Costa (asi 1585 – asi 1656)
- Andrea Falconieri (asi 1585–1656)
- Giuseppe Palazotto Tagliavia (asi 1585 – asi 1632)
- Ercole Porta (1585–1630)
- Biagio Tomasi (asi 1585–1640)
- Claudio Saracini (1586 – asi 1649)
- Alessandro Tadei (asi 1586–1667)
- Domenico Massenzio (1586–1657)
- Pietro della Valle (1586–1652)
- Stefano Landi (1587–1639)
- Francesca Caccini (1587 – asi 1640)
- Ivan Lukačić / Giovanni Lucacih (1587–1648)
- Francesco Turini (asi 1589–1656)
- Giulio Cesare Ardemanio (asi 1590–1650)
- Natale Bazzini (asi 1590–1639)
- Giovanni Battista Buonamente (asi 1590–1643)
- Dario Castello (asi 1590 – asi 1644)
- Claudio Cocchi (asi 1590 – asi 1632)
- Gaspare Filippi (asi 1590 – asi 1653)
- Santino Girelli (asi 1590 – asi 1627)
- Steffano Landi (asi 1590–1639)
- Carlo Milanuzzi (asi 1590 – asi 1647)
- Giovanni Giacomo Porro (asi 1590–1656)
- Pellegrino Possenti (asi 1590 – asi 1628)
- Lorenzo Ratti (1590–1630)
- Pietro Verdina (asi 1590–1643)
- Filippo Vitali (asi 1590–1653)
- Domenico Mazzocchi (1592–1665)
- Francesco Maria Bazzini (1593–1660)
- Francesca Colonna (1593–1665)
- Tarquinio Merula (asi 1594–1665)
- Giovanni Battista Ala (asi 1595 – asi 1627)
- Giovanni Battista Buonamente (1595–1642)
- Girolamo Casati (asi 1595 – asi 1654)
- Francesco Mannelli / Manelli (asi 1595–1667)
- Biagio Marini (asi 1595–1665)
- Bartolomeo Montalbano (asi 1595–1651)
- Giovanni Maria Sabino (asi 1595 – asi 1649)
- Tullio Cima (1595–1678)
- Giovanni Rovetta (asi 1596–1668)
- Antonio Maria Abbatini (asi 1597 – asi 1679)
- Virgilio Mazzocchi (1597–1646)
- Luigi Rossi (1597–1653)
- Galeazzo Sabbatini (asi 1597–1662)
- Giovanni Giacomo Arrigoni (asi 1600 – asi 1663)
- Constantino Baselli (fl. 1600–1640)
- Giovanni (Zan) Pietro Berti († 1638)
- Francesco Colombini (1588 – 1641)
- Giovanni Battista Fasolo (asi 1600–1664)
- Carlo Farina (1600–1640)
- R. Florido (asi 1600 – asi 1672)
- Niccolò Fontei (asi 1600 – asi 1647)
- Giuseppe Giamberti (asi 1600 – asi 1662)
- Alberto Lazari (asi 1600 – asi 1637)
- Giovanni Antonio Leoni (asi 1600 – asi 1652)
- Martino Pesenti (asi 1600–1647)
- Christoforo Piochi (asi 1600 – asi 1675)
- Francesco Paolo Sacrati (asi 1600–1650)
- Pietro Paolo Sabbatini (asi 1600 – asi 1657)
- Giovanni Felice Sances / Sanci (asi 1600–1679)
- Giovanni Vincenzo Sarti (asi 1600 – asi 1655)
- Florido de Silvestri (asi 1600 – asi 1672)
- Simone Vesi (asi 1600 – asi 1660)
- Francesco Cavalli (1602–1676)
- Marco Marazoli (asi 1602–1662)
- Michel Angelo Rossi (asi 1602–1656)
- Marco Scacchi (asi 1602 – asi 1685)
- Orazio Tarditi (1602–1677)
- Benedetto Ferrari (1603–1681)
- Natale Monferrato (asi 1603–1685)
- Francesco Nigetti (1603–1680)
- Marco Uccellini (asi 1603–1680)
- Francesco Foggia (1604–1688)
- Loreto Vittori (1604–1670)
- Orazio Benevoli (1605–1672)
- Antonio Bertali (1605–1669)
- Giacomo Carissimi (1605–1674)
- Michelangelo Grancino (asi 1605–1669)
- Bonifazio Graziani (asi 1605–1664)
- Massimiliano Neri (asi 1623 – asi 1673)
- Erasmo de Bartoli / Erasmo Bartoli Filippino či otec Raimo (1606–1656)
- Cesare de Judice (1607–1680)
- Mario Savioni (asi 1608–1685)
- Romualdo Honorio (asi 1610 – asi 1645)
- Scipione Lazarini (asi 1610 – asi 1675)
- Francesco della Porta (asi 1610–1666)
- Sisto Reina (asi 1610 – asi 1664)
- Giovanni Salvatore (1611–1688)
- Lorenzo Penna (1613–1693)
- Marc’Antonio Pasqualini (1614–1691)
- Angelo Michele Bartolotti (asi 1615 – asi 1681)
- Carlo Caprioli (asi 1615 – asi 1673)
- Giovanni Antonio Rigatti (1615–1649)
- Gregorio Strozzi (asi 1615 – asi 1687)
- Maurizio Cazzati (1616–1678)
- Pietro Andrea Ziani (1616–1684)
- Giovan Carlo Rossi (1617–1692)
- Antimo Liberati (1617–1692)
- Matteo Simonelli (1618–1696)
- Giulio Cesare Arresti (1619–1701)
- Barbara Strozziová / Barbara Valle (1619 – po roce 1663)
- Giuseppe Felice Tosi (1619–1693)
- Giuseppe de Rossi (* 1620)
- Mario Albiosi (1620–1686)
- Francesco Corbetta (1620–1681)
- Isabella Leonarda (1620–1704)
- Francesco Lucio (1620–1658)
- Pompeo Natale (1620–1681)
- Domenico Pellegrini (1620–1650)
- Francesco Petrobelli (1620–1695)
- Antonio Sartorio (1620–1681)
- Bernardo Storace (1620–1664)
- Antonio Francesco Tenaglia (1620–1661)
- Giovanni Battista Vacchelli (1620–1667)
- Giovanni Battista Volpe (1620–1692)

### Francie
- Jean Titelouze (1563–1633)
- Jean Mazuel, (1568–1616)
- Charles Chevalier (asi 1570 – asi 1611)
- Jean Desquesnes (asi 1570 – asi 1630)
- Antoine Francisque (asi 1570–1605)
- Pierre de La Barre (1572–1619)
- Robert Ballard (asi 1575 – asi 1645)
- Gabriel Bataille (1575–1630)
- Ennemond Gaultier (asi 1575–1651)
- Eustache Picot (asi 1575–1651)
- Balthasar Racquet (asi 1575–1630)
- Germain de La Barre (1579–1656)
- Jehan Basset (asi 1580–1636)
- Jacques de Belleville (asi 1580 – asi 1632)
- Jean de Bournonville (asi 1580–1632)
- Guillaume Bouzignac (asi 1580 – asi 1643)
- Henri Frémart (asi 1580 – asi 1646)
- François Richard (asi 1580–1650)
- Pierre Richard (asi 1580–1630)
- Jesson Quinart (1583–1670)
- Antoine de Boësset, sieur de Villedieu (1586–1643)
- Henry le Bailly (asi 1590–1637)
- Jean Boyer (asi 1590 – asi 1643)
- Étienne de Houzelot (asi 1590 – asi 1627)
- Jacques Lefebure (1590 – asi 1613)
- Denis Macé (asi 1590 – asi 1648)
- Louis de Rigaud (asi 1590 – asi 1623)
- Signac (asi 1590 – asi 1630)
- Paul Auger (asi 1592–1660)
- Pierre de La Barre (1592–1656)
- Jean Mazuel, fils / syn (1594 – asi 1633)
- Louis Richard (asi 1595 – asi 1640)
- Pierre Richard (asi 1595–1652)
- Pierre de Nyert (asi 1597–1682)
- Charles Racquet (asi 1598–1664)
- Étienne Moulinié (1599–1676)
- Charles d'Ambleville (asi 1600 – asi 1636)
- Artus Auxcousteaux (asi 1600 – asi 1656)
- Francois de Chancy (asi 1600–1656)
- Annibal Gantez (asi 1600 – asi 1668)
- Thomas Gobert (asi 1600–1672)
- Nicolas Hotman (asi 1600–1663)
- Nicolas Métru (asi 1600 – asi 1670)
- André Péchon (asi 1600 – asi 1652)
- Germain Pinel (asi 1600–1664)
- André de Rosiers (asi 1600 – asi 1672)
- Jacques Champion de Chambonnières (1601 – asi 1670)
- Louis Richard (fils/syn (asi 1604–1646)
- Charles Coypeau d'Assoucy (1605–1677)
- Jean de Cambefort (1605–1661)
- Pierre Mazuel (asi 1605 – asi 1650)
- Sébastien Le Camus (asi 1610–1677)
- François Cosset (asi 1610 – asi 1673)
- François Dufault (asi 1610 – asi 1669)
- Jacques de Gouy (asi 1610 – asi 1650)
- Michel Lambert (1610–1696)
- Michel Mazuel (asi 1610–1676)
- Henry Du Mont (1610–1684)
- Jean Veillot (1611–1662)
- Louis de Mollier / Molière (asi 1613–1688)
- Jean-Baptiste Boësset, sieur de Dehault (1614–1685)
- Nicolas Saboly (1614–1675)
- Angelo Michele Bartolotti (asi 1615 – asi 1681)
- Guillaume Dumanoir (1615–1697)
- Pierre Robert (1618–1698)
- Louis Bruslard (1620–1670)
- Charles de Helfer (1620–1674)
- Antoine Lardenois (1620–1660)
- Denis Lefebure (1620–1674)
- Charles Richard (1620–1652)
- Pierre Verdier (1620–1697)

### Anglie
- William Byrd (1543–1623)
- John Dowland (1563–1626)
- Thomas Bateson (asi 1570–1630)
- John Bennet (1570–1614)
- Benjamin Cosyn (asi 1570 – asi 1644)
- John Farrant (asi 1570 – asi 1630)
- Thomas Graeves (asi 1570 – asi 1604)
- John Hilton (asi 1570–1608)
- Thomas Hunt (asi 1570 – asi 1601)
- George Kirbye (asi 1570–1634)
- George Marson (asi 1570–1632)
- T. Merricocke / Marcock (asi 1570 – asi 1606)
- John Mundy (asi 1570–1630)
- Richard Nicholson (asi 1570–1639)
- Lewis Richard (asi 1570 – asi 1639)
- Frederic Standish (asi 1570 – asi 1630)
- William Wigthorpe (asi 1570 – asi 1610)
- John Ward (1571–1638)
- Thomas Lupo (1571–1627)
- Martin Peerson (asi 1572–1650)
- Thomas Tomkins (1572–1656)
- Francis Tregian (asi 1574–1619)
- John Wilbye (1574–1638)
- John Bartlet (asi 1575 – asi 1610)
- John Coperario / Cooper (asi 1575–1626)
- John Lisley (asi 1575 – asi 1603)
- Simon Stubbs (asi 1575 – asi 1621)
- Thomas Weelkes (asi 1575–1623)
- Daniel Norcome (1576–1626)
- Robert Jones (asi 1577 – asi 1615)
- Alfonso Ferrabosco mladší (asi 1578–1628)
- John Amner (1579–1641)
- John Adson (asi 1580 – asi 1634)
- Thomas Boyes (asi 1580 – asi 1620)
- William Corkine (asi 1580 – asi 1612)
- Richard Dering / Dearing (asi 1580–1630)
- Michael East (asi 1580–1648)
- Thomas Ford (asi 1580–1648)
- John Heath (asi 1580 – asi 1668)
- Tobias Hume (asi 1580–1645)
- Richard Hutchinson (asi 1580–1646)
- Robert Johnson (asi 1580 – asi 1634)
- John Maynard (asi 1580 – asi 1611)
- Walter Rowe (asi 1580 – asi 1641)
- William West (asi 1580–1643)
- Thomas Wilkinson (asi 1580 – asi 1616)
- Henry Youll (asi 1580 – asi 1606)
- Thomas Simpson (1582 – asi 1625)
- Orlando Gibbons (1583–1625)
- Richard Browne (asi 1585–1664)
- Henry Lichfild (asi 1585 – asi 1614)
- Robert Ramsey (asi 1585 – asi 1644)
- William Stonard (asi 1585–1630)
- Thomas Vautor (asi 1585 – asi 1628)
- Leonard Woodson (sr. (asi 1585–1641)
- John Lugg (1587 – asi 1647)
- Nicholas Lanier (1588–1666)
- John Attey (asi 1590 – asi 1640)
- John Earsden (asi 1590 – asi 1618)
- George Mason (asi 1590 – asi 1618)
- Henry Molle (asi 1590 – asi 1640)
- Angelo Notari / Notary (1590–1664)
- John Oker (asi 1590 – asi 1644)
- Henry Palmer (asi 1590 – asi 1645)
- Richard Portman (asi 1590–1659)
- Daniel Tailer (asi 1590–1643)
- Adrian Batten (1591–1637)
- John Jenkins (1592–1678)
- Thomas Ravenscroft (asi 1592 – asi 1633)
- Charles Coleman (asi 1595–1664)
- Walter Porter (asi 1595–1659)
- Elias Smith (asi 1595 – asi 1649)
- John Wilson (1595–1674)
- Henry Lawes (1596–1662)
- John Hilton (1599–1657)
- John Cobb (asi 1600 – asi 1667)
- Richard Gibbs (asi 1600 – asi 1664)
- Henry Hinde (asi 1600–1641)
- Henry Loosemore (asi 1600–1670)
- William Wake (asi 1600 – asi 1663)
- William Lawes (1602–1645)
- Randall Jewet (asi 1603–1675)
- William Smith (1603–1645)
- Davis Mell (1604 – asi 1661)
- Thomas Lupo (1605–1660)
- Christopher Simpson (asi 1605–1669)
- Thomas Warwick (asi 1605–1660)
- William Child (1606–1697)
- John Hingeston (1606–1683)
- William Juxon (asi 1610 – asi 1650)
- Edward Lowe (asi 1610–1682)
- Thomas Mace (asi 1613–1709)
- Benjamin Rogers (1614–1698)
- Henry Cooke (1615–1672)
- John Gamble (1615–1687)
- William Pysing (asi 1615 – asi 1685)
- William Holder (1616–1696)
- James Cob (1620–1697)
- John Foster (1620–1677)
- Roger Hill (1620–1674)
- George Jeffries (1620–1685)
- William Tucker (1620–1679)
- Thomas Wilson (asi 1620 – po roce 1677)
- William Young (asi 1610–1662)

### Nizozemsko a Belgie

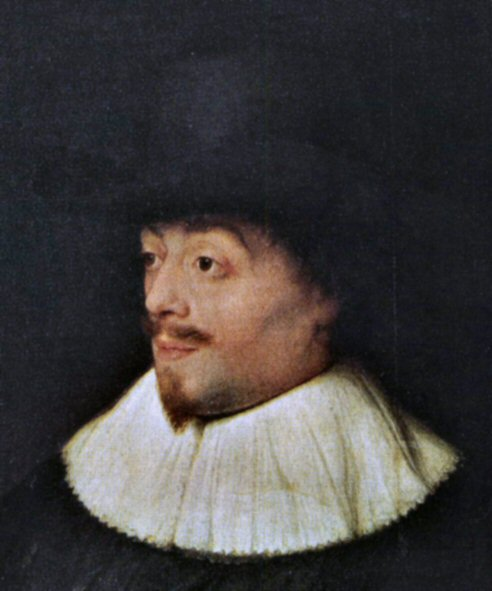
Constantijn Huygens

- Jan Pietrszoon Sweelinck (1562–1621)
- Joachim van den Hove (asi 1570–1620)
- Géry de Ghersem (asi 1574–1630)
- Antoine Barbé (asi 1575–1626)
- Léonard de Hodémont (asi 1575–1636)
- Mathieu Rosmarin (asi 1575–1647)
- Henderick Joostenszoon Speuy (asi 1575–1625)
- Charles Guillet (asi 1580–1654)
- Caspar Vincentius (asi 1580–1624)
- Nicolas Vallet (asi 1583 – asi 1626)
- Henri (Lambaux) de Remouchamps (asi 1585–1638)
- Jacob van Eyck (asi 1590–1637)
- Gilles Hayne (1590–1650)
- Cornelius Tymenszoon Padbrué (asi 1590–1670)
- Constantijn Huygens (1596–1687)
- Herman Hollanders (1600 – asi 1637)
- Henri Liberti (Hendrik) (asi 1600 – asi 1661)
- Nicolaus à Kempis (asi 1600–1676)
- Henry Du Mont (1610–1684)
- Lambert Pietkin (1613–1696)
- Philippe van Wicchel (1614–1675)
- Anthoni van Noordt (1620–1675)
- Jean Florent a Kempis (1635–1711)

### Dánsko, Švédsko
- Mogens Pedersøn (asi 1585 – 1623)
- Andreas Düben (asi 1590 – 1662)
- Gabriel Voigtländer (asi 1596 – 1643)
- Johann Lorentz (asi 1610 – 1689)
- Pierre Verdier (1620–1697)

### Španělsko, Portugalsko
- Ascanio Meo (asi 1570 – asi 1608)
- Estévao Lopes Morago (asi 1575 – po roce 1630)
- Juan Ruiz de Robledo (asi 1570 – asi 1644)
- Joan Pau Pujol (asi 1573–1626)
- Francisco Correa de Arauxo (asi 1575 – po roce 1633)
- Manuel Machado (1590–1646)
- Filipe de Magalhaes (asi 1575–1652)
- Bernardo de Peralta Escudero (asi 1575–1632)
- Matheo Romero, eigentlich Mathieu Rosmarin (asi 1575–1647)
- Giovanni Maria Trabaci (asi 1575–1647)
- Francisco Correa de Arauxo (asi 1578–1655)
- Luis Brizeno (asi 1580 – asi 1622)
- Joao de Escobar (asi 1580 – asi 1620)
- Joan March (1582–1658)
- Juan Palomares (asi 1585 – asi 1640)
- Marcián Albareda (asi 1590 – asi 1626)
- Miguel de Arizo (asi 1590 – asi 1633)
- Agostinho da Cruz (asi 1590–1633)
- Gabriel Diaz (asi 1590 – asi 1631)
- Juan Gutiérrez de Padilla (asi 1590–1664)
- Marcos Soares Pereira (asi 1590–1655)
- Nicolás Doizi de Velasco (asi 1590 – asi 1659)
- Sebastián Lopez de Velasco (asi 1590 – asi 1628)
- Estevao de Brito (asi 1595 – asi 1640)
- Manuel Correa (asi 1600–1653)
- Francisco Navarro (asi 1600–1650)
- Carlos Patino (asi 1600–1675)
- Diego de Pontac (1603–1654)
- João IV. (1604–1656)
- Juan Romana (asi 1610 – asi 1660)
- Pablo Bruna (1611–1679)
- Juan Hidalgo (asi 1612–1685)
- Fernando d'Almeida (1618–1660)
- Juan Cererols (1618–1676)
- José Marín (1619–1699)
- Pedro de Araújo (1620–1684)
- Gracián Babán (1620–1675)
- Antonio de Belem (1620–1700)
- Francisco Martins (1620–1680)

### Mexiko
- Juan García de Zéspedes (1619–1678)

### Osmanská říše
- Ali Ufki / Wojciech Bobowski (asi 1610 – 1675)

## Vrcholné baroko

### České země, Slezsko, Polsko
- Georg Neumark (1621–1681)
- Johann Sebastian (1622–1683)
- Jiří Melcl / Melcelius, Melzel apod. (1624–1693)
- Johann Balthasar Erben (1626–1686)
- Gustav Mengden (1627–1688)
- Christoph Bernhard (1628–1692)
- Samuel Capricornus / Samuel Friedrich Bockshorn (1628–1665)
- János Kájoni (1629–1687)
- Jacek Hyacinthus Różycki (1630–1707)
- Philipp Jakob Rittler (1637–1690)
- Pavel Josef Vejvanovský (1639 nebo 1640–1693)
- Heinrich Ignaz Franz Biber (1644–1704)

### Německé země, Rakousko, Švýcarsko
- Andreas Fromm (1621–1683)
- Georg Neumark (1621–1681)
- Heinrich Schwemmer (1621–1696)
- Matthias Weckmann (1621–1674)
- Jacob Hintze (1622–1702)
- Dietrich Becker (1623–1680)
- Pietro Antonio Cesti / Marc'antonio Cesti (1623–1669)
- Johann Adam Reincken (1623–1722)
- Johann Heinrich Schmelzer (1623–1680)
- David Pohle (1624–1695)
- Johann Jakob Prinner (1624–1694)
- Johann Rudolf Ahle (1625–1673)
- Marco Giuseppe Peranda (1625–1675)
- Wolfgang Carl Briegel (1626–1712)
- Balthasar Erben (1626–1686)
- Christian Flor (1626–1697)
- Johann Melchior Gletle (1626–1683)
- Paul Hainlein (1626–1686)
- Philipp Jacob Baudrexel (1627–1691)
- Johann Caspar von Kerll (1627–1693)
- Christoph Bernhard (1628–1692)
- Constantin Christian Dedekind (1628–1715)
- Andreas Hofer (1629–1684)
- Johann Jacob Löwe (1629–1703)
- Johann Michael Nicolai (1629–1685)
- Thomas Baltzar (1630–1663)
- Friedrich Funck (1630–1690)
- Carlo Pallavicini (1630–1688)
- Sebastian Anton Scherer (1631–1712)
- Andreas Christoph Clamer (1633–1701)
- Nathanael Schnittelbach (1633–1667)
- Clamor Heinrich Abel (1634–1696)
- Dietrich Buxtehude (1637–1707)
- Johann Christoph Pezel (1639–1694)
- císař Leopold I. (1640–1705)
- Jacob Weckmann (1640–1680)
- Wolfgang Caspar Printz (1641–1717)
- Johann Christoph Bach (1642–1703)
- Heinrich Ignaz Franz Biber (1644–1704)
- Christian Ritter (asi 1645 – asi 1725)
- Johann Michael Bach (1648–1694)
- Johann Jakob Walther (1650–1717)
- David Petersen (asi 1650–1737)
- Johann Georg Ahle (1651–1706)
- Johann Philipp Krieger (1649–1725)
- Johann Krieger (1651–1735)
- Marc’Antonio Ziani (1652–1715)
- Romanus Weichlein (1652–1706)
- Georg Muffat (1653–1704)
- Johann Pachelbel (1653–1706)
- Piero Francesco Tosi (1653–1732)
- Vincent Lübeck (1654–1740)
- Johann Paul von Westhoff (1656–1705)
- Philipp Heinrich Erlebach (1657–1714)
- Henrico Albicastro (1660–1730)
- Johann Joseph Fux (1660–1741)
- Johann Kuhnau (1660–1722)
- Georg Böhm (1661–1733)
- Friedrich Wilhelm Zachau (1663–1712)
- Johann Christoph Pez (1664–1716)
- Johann Speth (1664 – po roce 1719)
- Nicolaus Bruhns (1665–1697)
- Johann Kaspar Ferdinand Fischer (1665–1746)
- Johann Nicolaus Hanff (1665 – asi 1712)
- Johann Heinrich Buttstedt (1666–1727)
- Liebhold († asi 1730)
- Jakob Greber († 1731)
- Johann Samuel Beyer (1669–1744)
- Johann Nicolaus Bach (1669–1753)
- Johann Hugo von Wilderer (1670–1724)
- Matthias Biechteler (1670–1744)
- Christian Ludwig Boxberg (1670–1729)

### Itálie
- Ercole Bernabei (1621–1687)
- Pietro Antonio Cesti (1623–1669)
- Jacopo Melani (1623–1676)
- Giuseppe Tricario (1623–1697)
- Giovanni Bicilli (1623–1705)
- Giovanni Andrea Bontempi (1624–1705)
- Francesco Provenzale (1624–1704)
- Carlo Donato Cossoni (1625–1700)
- Gian Domenico Freschi (1625–1710)
- Marco Giuseppe Peranda (1625–1675)
- Gasparo Sartorio / Sertorio (1625–1680)
- Giovanni Legrenzi (1626–1690)
- Francesco Provenzale (1627–1704)
- Francesco Rossi (1627–asi 1700)
- Giuseppe Felice Tosi (1628–1693)
- Vincenzo Amato (1629–1670)
- Lelio Colista (1629–1680)
- Giovanni Varischino / Varischini († 1692)
- Angelo Berardi (1630–1694)
- Francesco Beretta († 1694)
- Giovanni Battista Borri (1630–1688)
- Domenico Galli (1630–1691)
- Louis Grabut (1630–1694)
- Carlo Pallavicino (1630–1688)
- Domenico Dal Pane (1630–1694)
- Giovanni Pittoni (1630–1677)
- Vincenzo de Grandis (1631–1708)
- Francesco Antonio Urio (asi 1632–1719)
- Giovanni Battista Vitali (1632–1692)
- Gian Domenico Partenio / Perteneo (1633–1701)
- Antonio Draghi (1634 nebo 1635–1700)
- Domenico Freschi (1634–1710)
- Pietro Simone Agostini (1635–1680)
- Giovanni Paolo Colonna (1637–1695)
- Bernardo Pasquini (1637–1710)
- Giovanni Buonaventura Viviani (1638–1692)
- Alessandro Stradella (1639–1682)
- Cristofaro Caresana (asi 1640–1709)
- Giovanni Battista Draghi (asi 1640–1708)
- Sebastiano Moratelli (1640–1706)
- Giovanni Maria Bononcini (1642–1678)
- Bartolomeo Laurenti (asi 1644–1726)
- Carlo Ambrogio Lonati (1645 – 1710 nebo 1715)
- Gennaro Ursino (1650–1715)
- Nicola Matteis (asi 1650 – před rokem 1703 nebo po roce 1713)
- Pier Francesco Tosi (1653–1732)
- Arcangelo Corelli (1653–1713)
- Carlo Francesco Pollarolo (1653–1723)
- Marc’Antonio Ziani (asi 1653–1715)
- Agostino Steffani (1654–1728)
- Pier Francesco Tosi (1654–1732)
- Gaetano Greco (1657–1728)
- Giuseppe Torelli (1658–1709)
- Alessandro Scarlatti (1660–1725)
- Andrea Grossi (asi 1660 – po roce 1696)
- Giacomo Antonio Perti (1661–1756)
- Giovanni Lorenzo Lulier / Giovannino del Violone (1662–1700)
- Michele Mascitti (1663–1760)
- Gaetano Veneziano (asi 1665–1716)
- Attilio Ariosti (1666–1729)
- Carlo Francesco Cesarini / del Violino (1666–1741)
- Angelo Michele Bertalotti (1666–1747)
- Antonio Biffi (1667–1733)
- Tommaso Bernardo Gaffi (1667–1744)
- Antonio Lotti (asi 1667–1740)
- Francesco Gasparini (1668–1727)
- Giuseppe Avitrano (asi 1670–1756)
- Pietro Paolo Bencini (asi 1670–1755)
- Giovanni Bononcini (1670–1747)
- Antonio Caldara (1670–1736)
- Francesco Mancini (1672–1737)
- Nicolò Grimaldi / Nicolini (1673–1732)
- Alessandro Marcello (1673–1747)

### Francie
- Étienne Richard (1622–1669)
- Jean Cathala (1624–1680)
- François Roberday (1624–1680)
- Bénigne de Bacily (1625–1690)
- Louis Couperin (asi 1626–1661)
- Charles Mouton (1626–1699)
- Nicolas Gigault (1627–1707)
- Jean Grenouillet de Sablières (1627–1700)
- Jean-Henri d’Anglebert (1628–1691)
- Robert Cambert (1628–1677)
- Pleickard Carl Beck (1630–1654)
- Nicolas Fleury (1630–1678)
- Nicolas-Antoine Lebègue (1630–1702)
- Séraphin Pinel (asi 1630 – asi 1667)
- Jean-Baptiste Lully (1632–1687)
- Guillaume-Gabriel Nivers (1632–1714)
- Francois Pinel (asi 1635–1709)
- Monsieur de Sainte-Colombe (asi 1640 – asi 1700)
- André Raison (asi 1640–1719)
- Marc-Antoine Charpentier (1643–1704)
- André Danican Philidor (asi 1647–1730)
- Johann Philipp Beck (1650–1693)
- Jean-François Lalouette (1651–1728)
- Jacques Boyvin (1653–1706)
- Marin Marais (1656–1728)
- Michel-Richard Delalande (1657–1726)
- Gaspard le Roux (1660[?] – asi 1707)
- André Campra (1660–1744)
- Robert de Visée (1660[?] – 1732)
- Nicolas Bernier (1664–1734)
- Claude Jean-Baptiste Boësset, sieur de Launey (1665–1736)
- Élisabeth-Claude Jacquet de La Guerre (1665–1729)
- Jean-Féry Rebel (1666–1747)

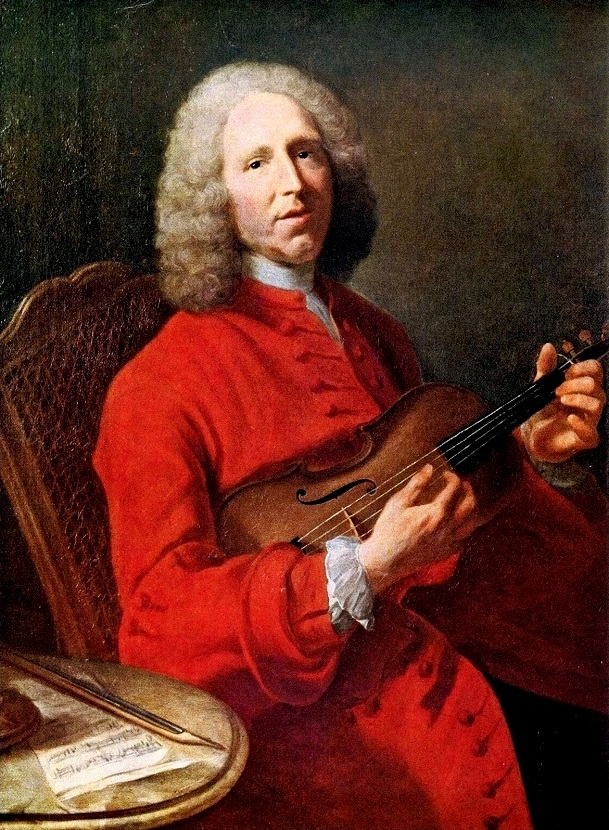
Jean-Philippe Rameau, malba Camelota Aveda

- Michel Pignolet de Montéclair (1667–1737)
- François Couperin (1668–1733)
- Louis Marchand (1669–1732)
- Nicolas de Grigny (1672–1703)
- Pierre Du Mage (1674–1751)
- Jacques-Martin Hotteterre (1674–1763)
- Michel Farinel (1649–1726)

### Anglie
- Albertus Bryne (1621–1668)
- William King (1624–1680)
- Silas Taylor (1624–1678)
- George Hudson (1625–1668)
- William Webb (1625–1680)
- Alphonso Marsh (1627–1681)
- John Goodgroome (1630–1704)
- Louis Grabut / Lewis Grabu (1630–1694)
- Matthew Locke (1621–1677)
- John Reading (1630–1692)
- Leonard Woodson jr. (asi 1630 – asi 1699)
- Giovanni Battista Draghi (asi 1640–1708)
- John Blow (1648–1708)
- John Abell (1652–1724)
- Henry Purcell (1659–1695)
- Johann Christoph Pepusch (1667–1752)
- Jeremiah Clarke (asi 1673–1707)
- Richard Leveridge (asi 1670–1758)

### Nizozemsko, Belgie
- Abraham van den Kerckhoven (1627–1702)
- Benedictus a Sancto Josepho / Buns (1642–1716)
- Willem de Fesch (1678–1761)

### Skandinávie
- Gustav Mengden (1627–1688)
- Georg von Bertouch (1668–1743)

### Španělsko, Portugalsko
- Juan Cabanilles (1644–1712)
- Luiz de Christo (1625–1693)
- Gaspar Sanz (1640–1710)
- Lucas Ruiz de Ribayaz (1630–1672)
- Juan del Vado († po roce 1675)

### Rusko
- Nikolaj Pavlovič Dileckij (1630–1681)

## Pozdní baroko

### České země/Polsko/Slezsko
- Jan Ignác František Vojta / de Nigro Sylva (před rokem 1660 – před rokem 1725)
- Bohumír Finger / Gottfired (1660–1730)
- Johann Christoph Kridel (1672–1733)
- Jan Dismas Zelenka (1679–1745)
- Bohuslav Matěj Černohorský (1684–1742)
- Gunther Jakob (1685–1734)
- Johann Friedrich Fasch (1688–1758)
- Jan Josef Ignác Brentner / Johann Joseph Ignaz (1689–1742)
- Šimon Brixi (1693–1735)
- Václav Antonín Haas (1694–1768)
- Jan Antonín Reichenauer (asi 1694–1730)
- František Antonín Míča (1696–1744)
- Ignác Hubatka (1697/98-1745)
- František Jiránek (1698–1778)
- Tomáš Norbert Koutník
- František Ignác Tůma (1704–1774)
- Jan Chrysostomus Neruda (1705–1763)
- František Václav Habermann (1706–1783)
- Jan Křtitel Jiří Neruda / Johann Baptist Georg (1707–1780)
- Johann Gottlieb Janitsch (1708–1763)
- František Xaver Richter (1709–1789)

### Německé země, Rakousko, Švýcarsko
- Georg Riedel (1676–1738)
- Johann Bernhard Bach (1676–1749)
- Johann Ludwig Bach (1677–1731)
- Reinhard Keiser (1674–1739)

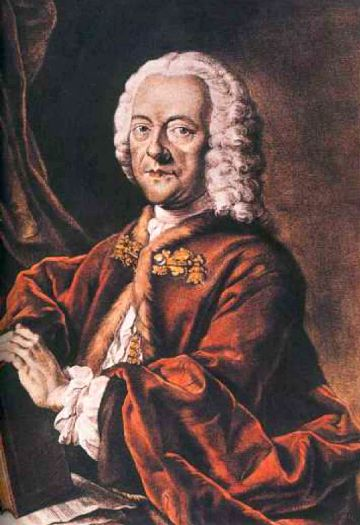
Georg Philipp Telemann (1750)

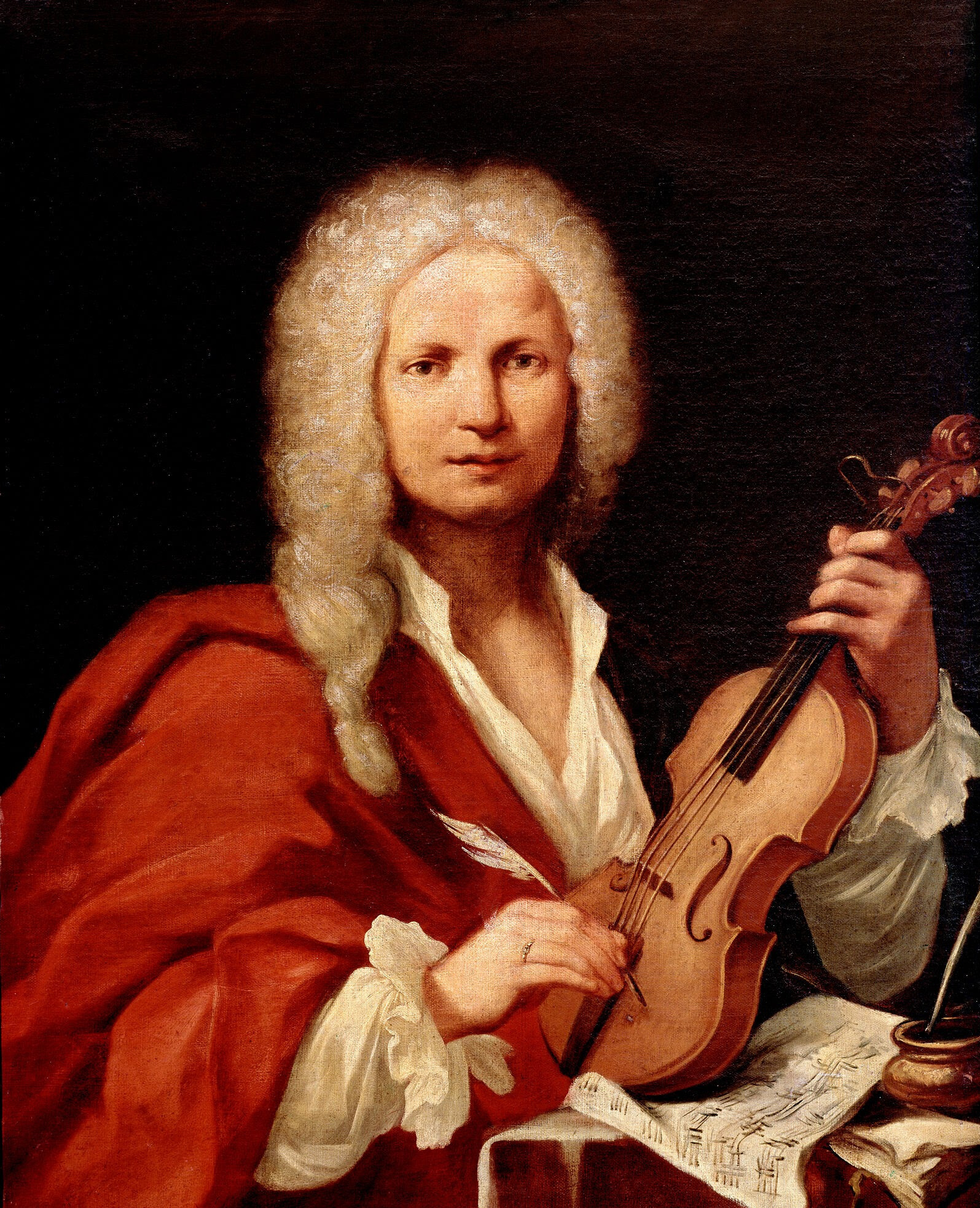
Antonio Vivaldi (1678–1741)

- Evaristo Felice Dall’Abaco (1675 – 1742)
- Jan Dismas Zelenka (1679–1745)
- Carl Heinrich Biber (1681–1749)
- Johann Mattheson (1681–1764)
- Georg Philipp Telemann (1681–1767)
- Jan Jiří Benda (otec) (1686–1757)
- Christoph Graupner (1683–1760)
- Johann David Heinichen (1683–1729)
- Johann Theodor Roemhildt (1684–1756)
- Johann Gottfried Walther (1684–1748)
- Johann Sebastian Bach (1685–1750)

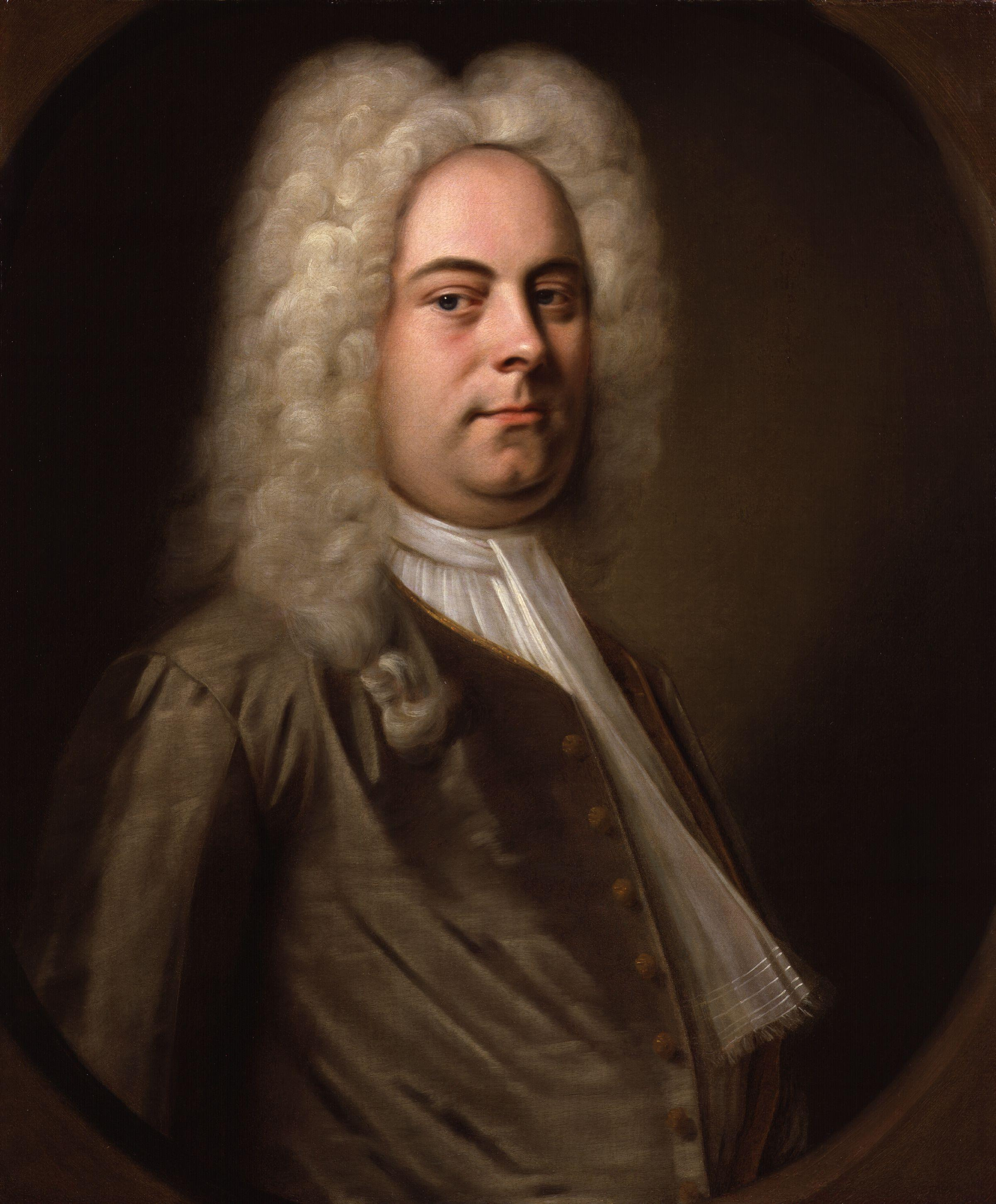
Georg Friedrich Händel

- Georg Friedrich Händel (1685–1759; auch Anglie)
- William Hieronymous Pachelbel (1685–1764)
- Johann Georg Pisendel (1687–1755)
- Johann Adam Birkenstock (1687–1733)
- Sylvius Leopold Weiss (1687–1750)
- Johann Friedrich Fasch (1688–1758)
- Benedict Biechteler (1689–1759)
- Gottlieb Muffat (1690–1770)
- Alexander Giessel (1694–1766)
- Johann Melchior Molter (1696–1765)
- Johann Joachim Quantz (1697–1773)
- Johann Adolf Hasse (1699–1783)
- Franz Ignaz Bieling (po roce 1700–1757)
- Matthäus Nikolaus Stulick (asi 1730)
- Giovanni Benedetto Platti (asi 1700–1763)
- Johan Agrell (1701–1765)
- Johann Gottlieb Graun (asi 1702–1771)
- Carl Heinrich Graun (asi 1703–1759)
- Johann Gottfried Donati (1706–1782)

### Itálie
- Tomaso Albinoni (1671–1751)
- Alessandro Marcello (1673 – 1747)
- Evaristo Felice Dall’Abaco (1675 – 1742)
- Diogenio Bigaglia (1676–1745)
- Antonio Pollarolo (1676–1746)
- Antonio Maria Bononcini (1677–1726)
- Nicola Fago (1677–1745)
- Giovanni Maria Angelo Bononcini (1678–1753)
- Benedetto Riccio / Ricci (asi 1678 – asi 1710)
- Antonio Vivaldi (1678–1741)
- Domenico Natale Sarro (1679–1744)
- Pietro Filippo Scarlatti (1679–1750)
- Giuseppe Porsile (1680–1750)
- Francesco Bartolomeo Conti (1681–1732)
- Francesco Maria Benedetti (1683–1746)
- Francesco Durante (1684–1755)
- Francesco Manfredini (1684–1762)
- Domenico Scarlatti (1685–1757)
- Benedetto Marcello (1686–1739)
- Nicola Porpora (1686–1768)
- Francesco Geminiani (1687–1762)
- Francesco Maria Veracini (1690–1768)
- Giuseppe Antonio Brescianello (1690–1758)
- Giuseppe Tartini (1692–1770)
- Pietro Locatelli (1695–1764)
- Leonardo Leo (1694–1744)
- Riccardo Broschi (asi 1698 – asi 1756)
- Gianfrancesco Benedetti (asi 1700 – po roce 1760)
- Giovanni Battista Sammartini (1701–1775)
- Giovanni Battista Pescetti (asi 1704–1766)

### Francie
- Michel Pignolet de Montéclair (1667–1737)
- Jacques de Bournonville (1675–1753)
- Thomas-Louis Bourgeois (1676–1750)
- Louis-Nicolas Clérambault (1676–1749)
- Michel de La Barre (1675–1745)
- Jean Audiffren (1680–1762)
- Charles Dieupart (asi 1667 – asi 1740)
- Anne Danican Philidor (l'aîné (1681–1728)
- Pierre Danican Philidor (1681–1731)
- Jean-François Dandrieu (1682–1738)
- Jean-Philippe Rameau (1683–1764)
- Louis Antoine Dornel (1685–1765)
- Joseph Bodin de Boismortier (1689–1755)
- Louis Claude Daquin (1694–1772)
- Pierre-Claude Foucquet (1694–1772)
- Jean-Marie Leclair (1697–1764)

### Nizozemsko, Belgie
- Jean-Baptiste Loeillet de Gant (* 1688)
- Unico Wilhelm van Wassenaer (1692–1766)
- Fabio Ursillo (před rokem 1700–1759)
- Joseph-Hector Fiocco (1703–1741)

### Španělsko, Portugalsko
- Francisco da Costa e Silva († 1727)
- Francesco Corradini (asi 1700 – 1769)
- António Pereyra da Costa († 1770)
- Santiago de Murcia (asi 1682 – asi 1732)
- Antonio Soler (1729–1783)

### Anglie
- Georg Friedrich Händel (1685 – 1759)
- Thomas Roseingrave (1688 – 1766)
- Charles Avison (1709 – 1770)

### Skandinávie
- Johan Helmich Roman (1694–1758)

## Předklasické období a raný klasicismus
- André Danican Philidor (1652–1730)
- Giovanni Battista Costanzi (1704–1778)
- František Ignác Antonín Tůma (1704–1774)
- Giovanni Battista Martini / Padre Martini (1706–1784)
- Baldassare Galuppi (1706–1785)
- Michel Corrette (1707–1795)
- Johann Gottlieb Janitsch (1708–1763)
- Václav Jan Kopřiva (1708–1789)
- Dom Bédos (1709–1779)
- Jean Laurent de Béthizy (1709–1781)
- František Benda / Franz (1709–1786)
- Domenico Alberti (1710–1740)
- Thomas Augustine Arne (1710–1778)
- Wilhelm Friedemann Bach (1710–1784)
- Giovanni Battista Pergolesi (1710–1736)
- Jan Josef Brixi (1711–1762)
- Jean Cassanéa de Mondonville (1711–1772)
- Ignaz Jakob Holzbauer (1711–1783)
- Joseph Umstatt (1711–1762)
- William Boyce (1711–1779)
- Gioacchino Cocchi (1712–1796)
- Eric Henn (1712–1773)
- Antonín Jiránek (1712–1761)
- John Stanley (1712–1786)
- Jan Jiří Benda / Johann Georg (1713–1752)
- Johann Ludwig Krebs (1713–1780)
- Jan Zach (1713–1773)
- Jan Jiří Benda (1714–1752)
- Niccolò Jommelli (1714–1774)
- Gottfried August Homilius (1714–1785)
- Christoph Willibald Gluck (1714–1787)
- Carl Philipp Emanuel Bach (1714–1788)
- Jacques Duphly (1715–1789)
- Václav Kalous (1715–1786)
- Georg Christoph Wagenseil (1715–1777)
- Viktorín Ignác Brixi (1716–1803)
- Josef Ferdinand Norbert Seger / Segert, Seeger apod. (1716–1782)
- Johann Daniel Müller (1716 – po roce 1785)
- Jan Václav Stamic / Johann Wenzel Stamitz (1717–1757)
- Jan Krumlovský (1719–1763)
- Leopold Mozart (1719–1787)
- Jean-Joseph Vadé (1719–1757)
- William Walond (1719–1768)
- Johann Philipp Kirnberger (1721–1783)
- Salvatore Bertini (1721–1794)
- Pieter Hellendaal (1721–1799)
- Johann Ernst Bach (1722–1777)
- Jiří Antonín Benda / Georg Anton (1722–1795)
- Karl Friedrich Abel (1723–1787)
- Josef Benda (1724–1804)
- Dismas Hataš (1724–1777)
- Ferdinando Gasparo Bertoni (1725–1813)
- Pasquale Anfossi (1727–1797)
- Pierre-Montan Berton (1727–1780)
- John Bennett (1725/30 – 1784)
- Josef Antonín Štěpán (1726–1797)
- Pietro Alessandro Guglielmi (1728–1804)
- Anton Bachschmidt (1728–1797)
- Anton Cajetan Adlgasser (1729–1777)
- Florian Leopold Gassmann (1729–1774)
- František Xaver Pokorný (1729–1794)
- Antonio Soler (1729–1783)
- Jean-Baptiste Cardonne (1730–1792)
- Fedele Fenaroli (1730–1818)
- Antonín Kammel (1730–1788)
- Antonín Brosmann (1731–1798)
- František Xaver Dušek (1731–1799)
- František Xaver Brixi (1732–1771)
- Josef Mysliveček / Giuseppe Venatorini, též "Il divino boemo" (1737–1781)
- Jeroným Brixi (1738–1803)
- Jan Antonín Koželuh (1738–1814)
- Jindřich Krištof Hataš (1739–1808)
- Karl Ditters von Dittersdorf (1739–1799)
- Václav Pichl (1741–1805)
- Luigi Boccherini (1743 – 1805)
- František Adam Míča (1746–1811)
- Felice Alessandri (1747–1798)
- Leopold Koželuh (1747–1818)
- Antonio Salieri (1750–1825)
- Jan Křtitel Kuchař / Kucharz (1751–1829)
- Matěj Josef Rejcha (1752–1795)
- Josef Karel Ambrož (1754–1822)
- Jan Jáchym Kopřiva (1754–1792)